# Andrei Diaconescu
Andrei Diaconescu (n. 13 iulie 1975, București, România) este un antreprenor român, cofondator al One United Properties, absolvent al Executive MBA la ASEBUSS în 2005 și Drept Internațional la Universitatea Macedonia din Thessaloniki, Grecia în 1998. Și-a început cariera în 2002 ca Deputy Large Corporate Head în cadrul băncii Alpha Bank și, ulterior, ca Head Large Corporates în cadrul băncii Bancpost.
În anul 2005 fondează alături de Victor Căpitanu și alți parteneri Capital Partners, companie vândută ulterior Bancii Transilvania. În 2009, împreună cu Victor Căpitanu pun bazele companiei One United Properties, dezvoltator de proiecte rezidențiale, de birouri și mixte din București. În iunie 2021, compania a fost listată la Bursa de Valori București (BVB).
Cofondator și director executiv al companiei One United Properties, împreună cu Victor Căpitanu deține pachetul majoritar al dezvoltatorului imobiliar care și-a majorat capitalul social cu 10% printr-o ofertă de circa 260 mil. lei. La finalul anului 2021 capitalizarea One United Properties era de circa 3,3 mld. lei. Averea lui Andrei Diaconescu era estimată la 170-190 milioane de euro în 2022.A fost membru al Consiliului de Administratie al One United Properties in perioada 9 mai 2016 – 25 aprilie 2025.